# Centrum Kultury Rotunda
Centrum Kultury Rotunda – klub studencki w Krakowie. Jedna z najdłużej działających instytucji kulturalnych miasta.

## Działalność klubu w czasach powojennych
Modernistyczny budynek mieszczący II Dom Akademicki im. Ignacego Mościckiego w Krakowie, nazywany przez studentów Żaczkiem, powstał w latach 1924–1936 według projektu Wacława Krzyżanowskiego. Po II wojnie światowej, dokładnie 19 stycznia 1953 roku w tym budynku, mieszczącym się przy ul.  Oleandry 1, otwarto Klub Studencki „Rotunda”, działający przy Uniwersytecie Jagiellońskim. Odbywały się tam koncerty jazzowe z udziałem czołowych polskich i zagranicznych muzyków, np. 14 marca 1958 roku wystąpił tutaj pianista Dave Brubeck. W 1966 roku rozpoczęto remont, który trwał osiem lat – w wyniku czego w styczniu 1974 roku (według Wacława Krupińskiego było to 2 lutego 1974 roku) miało swą inaugurację Centrum Kultury Rotunda, które w czasach swojej świetności zatrudniało około 30 osób, organizując trzy imprezy dziennie. Pierwszym kierownikiem CKR był Maciej Gurgul, którego miejsce zajął w październiku 1974 r. Stanisław Szlezyngier. Pierwszym szefem programowym był Ryszard Skrzypczak. W tym samym roku w Centrum Kultury Rotunda zaczęły odbywać się przesłuchania konkursowe Studenckiego Festiwalu Piosenki. Popularność zyskiwały dyskoteki odbywające się w czwartki, soboty i niedziele. W Rotundzie prezentował spektakle Teatr STU, a na deskach klubu grane były coraz bardziej ambitne formy jazzowe. W 1976 roku Rotunda była organizatorem jednego z najstarszych polskich festiwali jazzowych w kraju, którym jest Międzynarodowy Festiwal Jazzowy Jazz Juniors, a także I Ogólnopolskiego Konkursu Inicjatyw Kabaretów Studenckich „KIKS” (na 9 lat przed powstaniem Przeglądu Kabaretów Amatorskich „PaKA”). Odbywał się tu także Międzynarodowy Festiwal Teatralny „Krakowskie Reminiscencje Teatralne”. Pierwsza edycja imprezy miała miejsce w lutym 1975 roku, zaś inicjatorką jej powstania była Ewa Marcinkówna. W 1978 roku kierownikiem klubu został Piotr Kruk, a człowiek teatru, którym jest Krzysztof Lipski zastąpił Tadeusza Skoczka na stanowisku szefa programowego Rotundy i rozwinął „Reminiscencje”, dzięki czemu krakowianie oglądali czołowe sceny, krajowe i zagraniczne, teatru alternatywnego (m.in. z Francji). Spektakle Teatru Ósmego Dnia czy Sceny Plastycznej KUL odbywały się przy pełnej sali. Kolejne imprezy organizowane przez Centrum Kultury Rotunda to, m.in.: Przegląd Kabaretów Amatorskich „PaKA”, Międzynarodowy Festiwal Filmowy „Etiuda”, Warsztaty Kabaretowe (Telewizyjny Kabareton Gwiazd), Zimowe Konfrontacje Kabaretowe, Festiwal Filmów Historycznych, Classic Film Festival, Międzynarodowy Festiwal Folkowy „Muzyka z Wysp”, Międzynarodowy Festiwal Piosenki Żeglarskiej „Shanties” i Rockoteka. A poza tym także: koncerty, pokazy filmowe, spektakle, występy kabaretowe czy giełda narciarska.

## Działalność klubu podczas stanu wojennego
W lutym 1982 roku kierownikiem Rotundy został i był nim przez okres 4,5 roku, dotychczasowy kierownik programowy Krzysztof Lipski. Trwał wtedy w PRL stan wojenny – organizacje studenckie były zawieszone, a kluby zamknięte do odwołania. Dzięki prorektorowi Uniwersytetu – Janowi Błońskiemu, pieczę nad klubem przejął właściciel budynku, którym był Uniwersytet Jagielloński. Centrum Kultury Rotunda, jako jedyny klub studencki, wznowił działalność w marcu 1982 roku. Ze względu na obowiązywanie godziny milicyjnej, imprezy musiały kończyć się wcześniej.
Z tamtych czasów pochodzi opowieść o zomowcach i stojącym na bramce zapaśniku o pseudonimie „Fazi”. Funkcjonariusze przychodzili na grzane wino, nad czym bramkarz ubolewał, bo zapewne drażniła go ich obecność i któregoś dnia, zablokował im wejście do klubu i powiedział: Legitymacje studenckie, proszę!. Co poskutkowało i w efekcie zomowcy oddalili się. Przez ponad 20 lat barmanem w klubie był Antoni Bartosza, który zwykł mawiać: Bar to moje hobby, choć były nim także kabaret i teatr. W stanie wojennym Rotunda żyła nowym życiem. Obok działalności kina (pokazy filmów wideo, podpiętych do kilkunastu telewizorów), teatru, kabaretów, pojawiły się koncerty zespołów rockowych spod znaku „Muzyki Młodej Generacji”, zaś Tadeusz Kantor pokazywał tutaj swoje spektakle, a później Rotunda zorganizowała pokazy jego Cricot 2 w hali Sokoła. Patronat UJ pozwalał na w miarę dużą swobodę i małą ingerencję cenzury w ówczesną działalność klubu.

## Jazzowe imprezy muzyczne w Centrum Kultury Rotunda[1]

### Jazz Juniors
Rotunda była jednym z najważniejszych miejsc na mapie jazzowego Krakowa. Tutaj zorganizowano festiwale: Jazz Juniors i Solo Duo Trio. Pierwszy z nich powstał 1976 roku i pokazywał przekrój młodej sceny jazzowej Krakowa i zarazem pierwsze kroki debiutantów, którzy brali udział w konkursie. Poza tym odbywały się również występy polskich i światowych gwiazd jazzowych. Laureatami tego festiwalu byli m.in.: związany z Rotundą, jazz-rockowo-funkowy zespół Piknik (1978–1980), braci Krzysztofa i Ryszarda Olesińskich (Nagroda Publiczności w 1978 roku); Tie Break (wyróżnienie w 1980 roku i w efekcie 19 marca 1980 roku na zaproszenie Antoniego Krupy, w Rotundzie rejestracja pierwszych nagrań zespołu dla Polskiego Radia Kraków), Krzysztof Ścierański, Zbigniew Wegehaupt, Marek Bałata, Walk Away, bracia Jacek i Wojciech Niedzielowie, Robert Majewski, Krzysztof Popek, Mateusz Pospieszalski, Marcin Oleś, Leszek Możdżer, Piotr Orzechowski, New Presentation czy Miłość. 15 sierpnia 2024 roku w audycji PR Kraków pt. Jazzowy Bazar, wyemitowano nagrania koncertowe (Autumn Leaves, Pleasant Dreams, Funky Reggae, Mr. P.C., Peace, Last Number, Au Privave i St. Thomas) z X Jazz Juniors (1985), międzynarodowego kwartetu Dzikie Dzieci, w składzie: Mateusz Pospieszalski (saksofony), Marcin Pospieszalski (gitara basowa), Severi Pyysalo (wibrafon) i Peter Jabłoński (fortepian; później dyrektor artystyczny Festiwalu Muzyki Kameralnej w Karlskron).

### Solo Duo Trio
W lutym 1984 roku odbyła się pierwsza edycja festiwalu małych form jazzowych Solo Duo Trio, którego kilka pierwszych edycji – miało miejsce w Centrum Kultury Rotunda, a który powstał z inicjatywy krakowskiego animatora kultury Andrzeja „Kuby” Florka. Jego ideą była prezentacja kameralnych koncertów jazzowych wykonywanych przez solistów, duety lub tria, co kreowało odmienny, intymny odbiór muzyki, wykonywanej przez zebrane ad hoc składy, które w innych warunkach nie zaistniałyby. Formacje te powstawały, na krótko przed imprezą i często na jeden tylko występ. W pierwszej edycji uczestniczyli m.in. duet Tomasz Stańko i Tomasz Szukalski, a także trio Witolda Szczurka, Jorgosa Skoliasa oraz harfistka Katarzyny Katlewicz. W 1989 roku wystąpiło m.in. trio: które tworzyli: Lora Szafran – Wojciech Niedziela – Piotr Wojtasik oraz Trio Cygańskie Śmietana – Szczurek – Baron. Ostatnia edycja festiwalu miała miejsce w roku 2001.

## Inne imprezy muzyczne w Centrum Kultury Rotunda
Poza festiwalami jazzowymi odbywały się tutaj Galicyjskie Wieczory z Piosenką, Nocne Śpiewogranie, a także konkurs Śpiewać każdy może. Na scenie Rotundy kariery swe rozpoczynali m.in.: Maryla Rodowicz, Marek Grechuta, Jacek Kaczmarski, Michał Bajor, Grzegorz Turnau, Renata Przemyk, Tomasz Stańko, Krzysztof Ścierański, Walk Away, Leszek Możdżer. W późniejszych latach występowali tu następujący wykonawcy: Raz Dwa Trzy, Voo Voo, Hey, Kasia Kowalska, Myslovitz, Pidżama Porno, IRA, T.Love czy Oddział Zamknięty.

## Działalność filmowa w Centrum Kultury Rotunda[2]
W Rotundzie, dzięki staraniom Marka Stęborowskiego, powstało Studenckie Centrum Filmowe z filmami, gdzie indziej w owym czasie niedostępnymi. Powstał Dyskusyjny Klub Filmowy Rotunda, z którego w 1994 roku wyłoniła się jedna z najważniejszych imprez filmowych, poświęconych twórczości studenckiej, Międzynarodowy Festiwal Filmowy „Etiuda”, później działający pod nazwą Międzynarodowy Festiwal Filmowy Etiuda & Anima. O część poświęconą filmowi animowanemu, festiwal został rozszerzony w 2005 roku. Po zamknięciu Rotundy jesienią 2016 roku przenoszono go do krakowskich kin.

## Działalność klubu po 1989 roku
Po 1989 roku wraz z upadkiem PRL-u i nadejściem nowej, ekonomicznej rzeczywistości, nastąpiło załamanie działalności Centrum Kultury Rotunda, wraz z osłabieniem organizacji studenckich i przewartościowaniem wszystkiego dookoła. Kultura studencka oraz kluby straciły na znaczeniu (w 1980 roku było ich w Krakowie dwadzieścia pięć) i w efekcie zaczęto je zamykać. Rotunda przetrwała, kontynuując organizację swych dużych festiwali (SFP, PaKA, Jazz Juniors) oraz prowadząc kino i dotychczasową działalność kulturalną. Kierownictwo klubu szukało też nowej formuły programowej. Problem stanowił okres wakacyjny, aby klub funkcjonował, nie ograniczając się jedynie do organizowania dyskotek.
W efekcie wymyślono „Klub Młodego Biznesmena”, czyli spotkania młodych przedsiębiorców, rodzącego się w Polsce biznesu.
Alina Pięta wraz z Haliną Bisztygą, konstruowały program tak, by przyciągał już nie tylko studentów, ale i licealistów.
W lipcu 2000 roku kierownikiem Centrum Kultury Rotunda został Krzysztof Wołos, który skupił wokół siebie młodą, prężną ekipę i okazało się, że były to lata nowego rozkwitu krakowskiego klubu. Potwierdza to statystyka, np.: W 270 imprezach w roku 2004, wzięło udział ok. 130 tys. osób. Wówczas właścicielem Rotundy było Stowarzyszenie Rotunda, któremu władze Uniwersytetu Jagiellońskiego oddały klub we władanie.
Obok dawnych rotudnowych festiwali (z wyjątkiem Studenckiego Festiwalu Piosenki), pojawił się na firmamencie Międzynarodowy Festiwal Filmowy „Etiuda”, który miał wtedy za sobą 11 edycji i który był pokazywany w kraju, jak i w Berlinie. Obok bardzo popularnych, mających bardzo długą tradycję imprez, pojawiły się też nowe, np. „Art-e-strada”. W tym 
okresie, nadal jeszcze cieszył się popularnością DKF, jak i rozmaite imprezy filmowe, np. Festiwal Filmów Historycznych. Centrum Kultury Rotunda odzyskiwało po latach własne grupy twórcze, które pracowały w dawnej sali teatru Krzysztofa Lipskiego – OM. Dużą popularność przyniosła klubowi, regularnie emitowana w TVP, Kabaretowa Scena Dwójki. Do organizowanych od lat przez Stowarzyszenie Rotunda, Mazurskiej Nocy Kabaretowej i Ogólnopolskich Warsztatów Kabaretowych, dołączono, powstałe w lutym 2005 roku I Zimowe Konfrontacje Kabaretowe w Zakopanem. Ponadto Centrum Kultury Rotunda zostało wybrane na siedzibę Centrum Prasowego obsługującego obchody 60. rocznicy wyzwolenia obozu w Oświęcimiu.

## Zamknięcie Centrum Kultury Rotunda, remont i planowane otwarcie[2]
Po tym, gdy jesienią 2016 roku stwierdzono, iż należące do Uniwersytetu Jagiellońskiego, Centrum Kultury Rotunda jest w złym stanie technicznym, klub został zamknięty. W październiku władze UJ po zapoznaniu się ze wstępną ekspertyzą techniczną, przeznaczyły obiekt Rotundy do kapitalnego remontu.
Po blisko 10 latach rozpoczął się remont budynku dawnego krakowskiego klubu studenckiego. Rzecznik prasowy Uniwersytetu Jagiellońskiego, Marcin Kubat poinformował opinię publiczną, iż uczelnia otrzymała zgodę na przebudowę i remont Centrum Kultury Rotunda.
Dodał on również, że jest to kompleksowa modernizacja, która dotyczy całego budynku, wraz ze wszystkimi jego częściami, instalacjami, konstrukcją (elementami wewnętrznymi, a także zewnętrznymi) i że koszt prac wyniesie 14 mln zł. Pierwszy etap remontu budynku, tj. doprowadzenie obiektu do „stanu surowego, zamkniętego”, rozpoczął się wiosną potrwać ma do końca listopada 2025 roku. Po czym w wyniku przetargu, który zostanie ogłoszony z końcem 2025 roku – zostanie wyłoniony wykonawca etapu drugiego. Po remoncie, budynkiem będzie zarządzał ponownie UJ, zaś Centrum Kultury Rotunda ma powrócić do swojej dawnej działalności kulturalnej i studenckiej. Planowane otwarcie nowej Rotundy ma nastąpić w trakcie kadencji rektorskiej 2024-2028.